# Arctoa setifolia
Arctoa setifolia là một loài Rêu trong họ Dicranaceae. Loài này được (Cardot) Horik. mô tả khoa học đầu tiên năm 1951.